# Grajaú (bairro do Rio de Janeiro)
O Grajaú é um bairro da Zona Norte do município do Rio de Janeiro, no estado do Rio de Janeiro, no Brasil. Também faz parte da região chamada “Grande Tijuca”. O bairro Grajaú possui ruas arborizadas e casas ajardinadas, com algumas casas edificadas no início do século XX e que preservam parte de suas características originais, embora dividindo a paisagem com alguns edifícios de décadas mais recentes.
É um bairro residencial, valorizado por seus moradores por conservar elementos da cidade do interior em suas relações de vizinhança e na tranquilidade de suas ruas.
A principal via do Grajaú é a avenida Engenheiro Richard, uma homenagem ao fundador do bairro, Antônio Eugênio Richard Júnior, banqueiro, industrial e um dos homens mais influentes das primeiras décadas do século XX. Tal avenida é dividida ao meio por um canteiro com árvores de tamarindo, sendo que na mesma encontra-se a atual sede do Grajaú Tênis Clube.
O bairro é tangenciado por vias importantes como a rua Barão de Mesquita, a avenida Menezes Cortes (conhecida também como autoestrada Grajaú-Jacarepaguá) e a rua Barão do Bom Retiro, ligando o Grajaú à região do Méier.
O centro do Grajaú fica no Largo do Verdun, onde se encontram as principais casas comerciais do bairro, e na praça Edmundo Rego, onde está situada a Igreja Nossa Senhora do Perpétuo Socorro, com características bizantinas, existindo ali também um pequeno comércio local.

## Etimologia
O nome "Grajaú" é derivado do termo tupi karaîá'y, que significa "rio dos carajás" (karaîá, carajá + 'y, rio).

## História

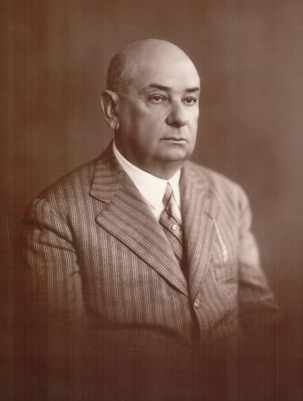
Antônio Eugênio Richard Júnior, construtor do Grajaú.

Ao contrário da maioria dos bairros do Rio de Janeiro, o Grajaú foi planejado e surgiu nas primeiras décadas do século XX, edificado sobre um vale conhecido como Vale dos Elefantes, ao sopé do Maciço da Tijuca, próximo ao Pico do Perdido, que constitui um dos símbolos do bairro. Sua origem, nas primeiras décadas deste século, foram dois grandes loteamentos realizados no antigo terreno do Andaraí Grande, que incorporaram terras de fazendas de café à malha urbana da cidade.
O primeiro loteamento foi realizado pela Companhia Brasileira de Imóveis e Construção e compreendia as terras situadas entre a Serra dos Pretos Forros e um caminho posteriormente denominado rua Borda do Mato. O outro, chamado Vila América, foi promovido pela T. Sá e Companhia Limitada e englobava os terrenos que iam desse ponto ao que hoje é a rua Botucatu. A partir dos anos 1920, o bairro foi se desenvolvendo com o desenho do primeiro loteamento. 
Nessa época, foram promovidos grandes loteamentos no Rio de Janeiro, ainda capital da república. Assim, terras de fazendas de café existentes no bairro foram incorporadas à malha urbana da cidade, assim como a fazenda pertencente à família do engenheiro Richard.

No entanto, foi somente na década de 1920 que se desenvolveu o atual desenho do Grajaú, sendo que a expansão urbana no bairro implicou na canalização de córregos e cursos d'água afluentes do rio Maracanã que atravessam o subterrâneo de algumas de suas ruas. O nome Grajaú foi dado em homenagem à cidade maranhense de Grajaú, terra natal do engenheiro Richard, que projetou e construiu o bairro. Como consequência, vários logradouros do bairro têm nome de cidades e rios maranhenses, como as ruas Gurupi, Mearim e Itabaiana, enquanto outras vias homenageiam lugares de Minas Gerais, a exemplo das ruas Uberaba, Araxá e Juiz de Fora, visto que engenheiros mineiros trabalharam na expansão do Grajaú e, provavelmente, desejaram homenagear os seus locais de origem.

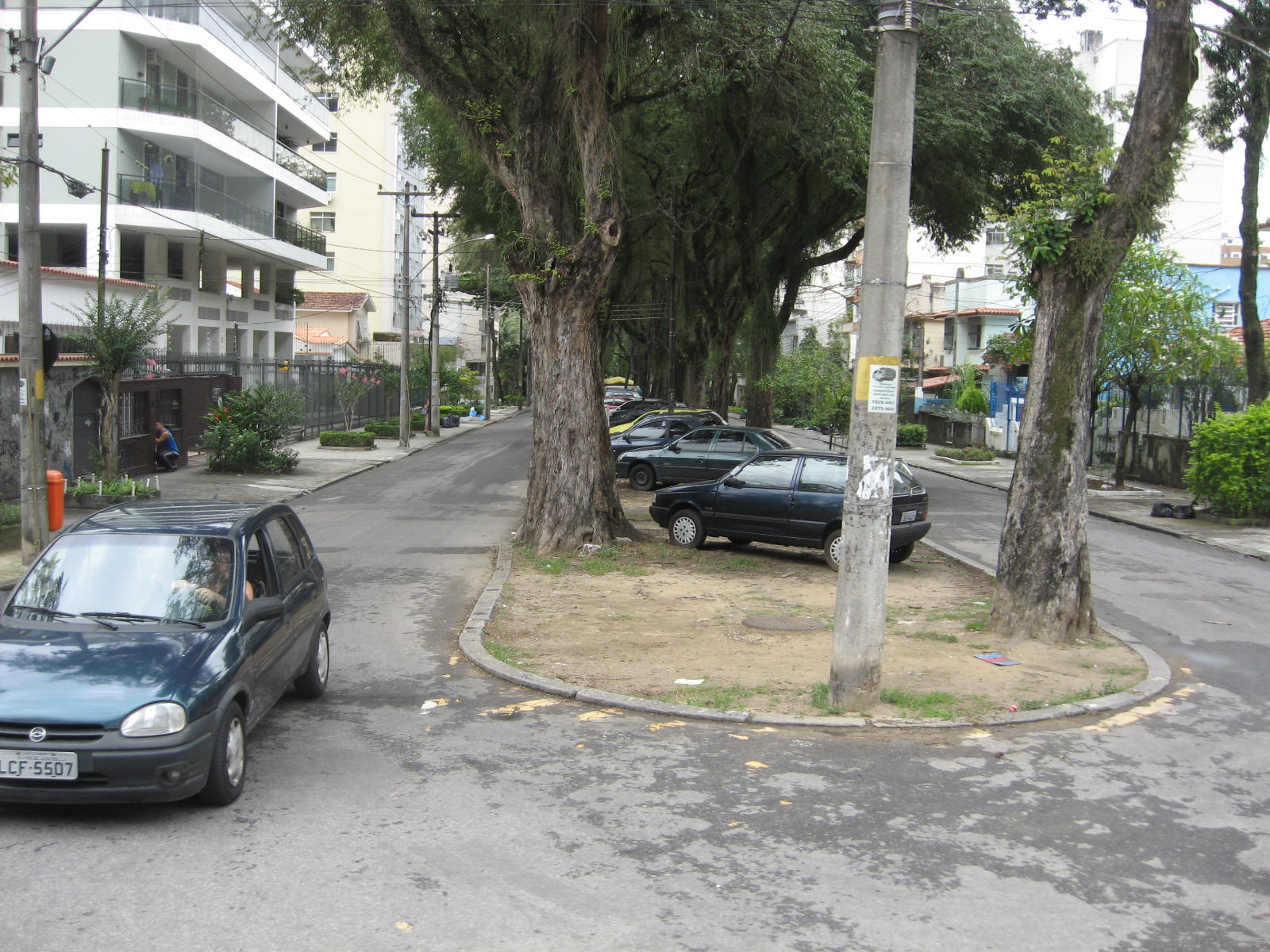
Avenida Engenheiro Richard

Em 1925, foi fundada a primeira sede do Grajaú Tênis Clube e, devido ao seu nome, o bairro veio a se tornar conhecido na cidade.

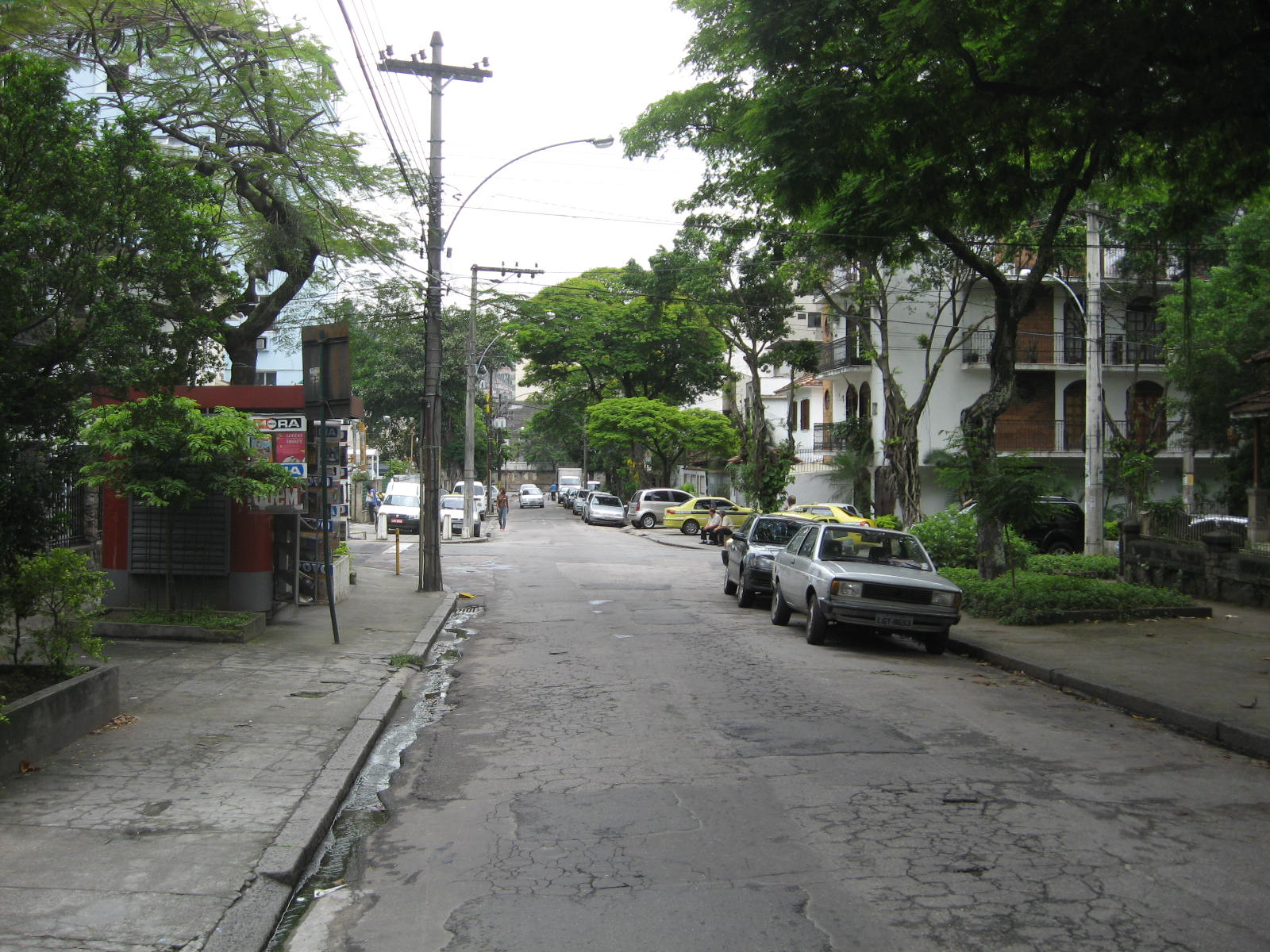
Uma rua no bairro do Grajaú

Com a construção da Igreja Matriz de Nossa Senhora do Perpétuo Socorro, em 1931, a Capela de Nossa Senhora da Imaculada Conceição funcionou em caráter particular, aberta ao público apenas no dia 8 de dezembro, quando se homenageia a Nossa Senhora da Conceição.

## Desenvolvimento e expansão

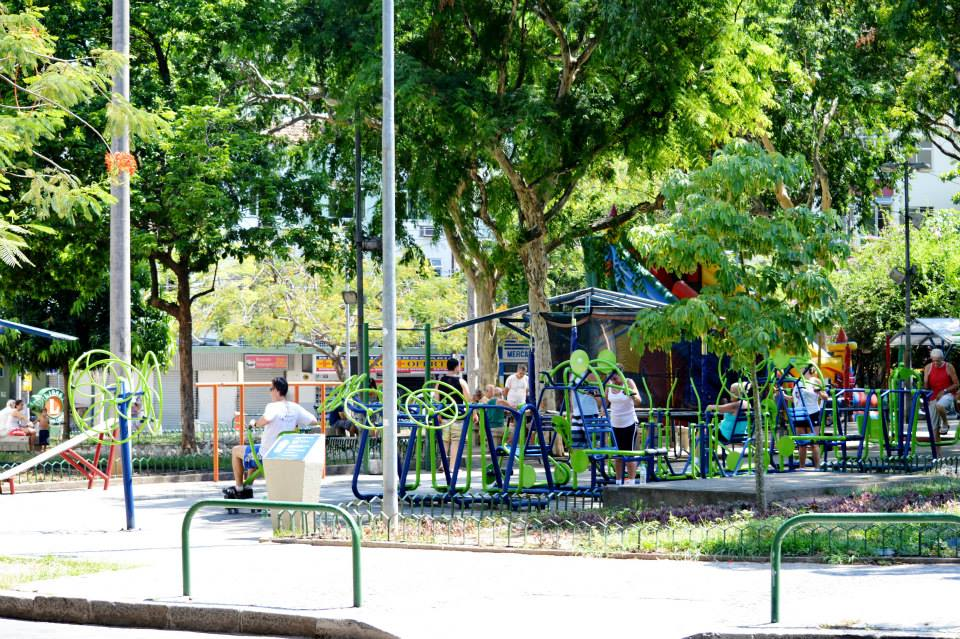
Praça Edmundo Rego

Gradualmente, expandiu-se em direção às encostas, onde novas ruas foram abertas. Nos anos 1980, através do Decreto n. 3.157/81, nova extensão ampliou o Grajaú até o lado direito da Rua Ferreira Pontes, incorporando toda a parte do Andaraí que correspondia ao loteamento Vila América. Entretanto, mesmo unificadas no plano urbanístico, essas duas regiões constituem áreas distintas do bairro.
Tendo se desenvolvido, o bairro começou a ser atendido por uma linha de bondes elétricos que, mais tarde, na segunda metade do século XX, veio a ser extinta, mantendo-se apenas os ônibus.
Na segunda metade do século XX, o Grajaú sofreu os impactos do inchamento da cidade e da especulação imobiliária que afetou o Rio de Janeiro no decorrer das décadas. Nessa época, a permissão do governo para a construção de novos projetos de construção civil por meio de condomínios mudou a paisagem do bairro, afetando também sua estrutura, que remonta ao início do século XX, principalmente no que diz respeito aos serviços de esgotamento sanitário prestados pela Companhia Estadual de Águas e Esgotos do Rio de Janeiro, cuja tubulação não é projetada para suportar uso intenso.
As ruas do bairro, inicialmente pavimentadas por paralelepípedos, foram asfaltadas no final da década de 1960.
O crescimento populacional desregulado da cidade resultou na ocupação irregular de vários morros no entorno dos bairros do Grajaú, Vila Isabel e Andaraí, formando um processo de favelização nessas áreas, colocando em risco os próprios moradores das mesmas, bem como o meio ambiente, além de se  tornarem lugares sujeitos a deslizamentos de terra nas épocas chuvosas. Bem próxima do Parque Estadual do Grajaú, formou-se a comunidade da Divinéia, habitada essencialmente por pessoas carentes.
Assim, no Grajaú, tal como em outros bairros cariocas, evidencia-se um contraste social entre os moradores pobres dos morros e a classe média que habita as ruas.

## História recente e modernização
Após a extinção do estado da Guanabara, em 1974, o município do Rio de Janeiro veio a ser dividido em várias regiões administrativas geridas por suas respectivas subprefeituras, de modo que, na atualidade, o Grajaú é gerido pela Subprefeitura da Grande Tijuca.
Em 2009, conseguiu-se a melhoria no trânsito com a construção de rotatórias para a diminuição de velocidade de veículos em cruzamentos e a implantação do sistema de estacionamento provisório nos canteiros das avenidas Engenheiro Richard e Júlio Furtado.
Atualmente, estão ocorrendo obras de revitalização das praças do bairro pelo programa “Fábrica de Praças”  da Prefeitura do Rio de Janeiro, como a  Praça Edmundo Rego e Praça Nobel, o que, com a criação de novas praças e atrações turísticas, contribui para a valorização do bairro.
O novo Plano Diretor Municipal, ainda em revisão, propõe um adensamento popular em bairros da Grande Tijuca, incluindo o Grajaú, recuperando áreas degradadas e esvaziadas dessas regiões, e aproximando os cariocas dos serviços públicos e dos núcleos consolidados de empregos da cidade.

## Comércio
Possui  um pequeno comércio (supermercados, açougues, quitandas, padarias, farmácias, armarinhos, lojas de ferragens, de animais, papelaria, etc.) e de alguns serviços (bancos, escolas e creches, academias de ginástica, cabeleireiros, postos de gasolina, casas de saúde e de repouso).

## Lazer
Possui várias opções de lazer, dois clubes (Grajaú Tênis Clube e Grajaú Country Clube), duas praças (praça Edmundo Rego e praça Nobel), alguns largos e o Parque Estadual do Grajaú, além de diversos bares e restaurantes. Aos domingos e feriados, a praça Edmundo Rego é o principal espaço de sociabilidade do bairro, fechada ao trânsito e ocupada por uma feirinha de artesanato, enquanto seus arredores são tomados por bicicletas, cavalos e charretes, carrinhos, pula-pulas e outros brinquedos.

## Parque Estadual do Grajaú
No bairro, localiza-se o Parque Estadual do Grajaú, criado em 1978 pelo Decreto Estadual n.º 1.921, de 22 de junho de 1978 como uma reserva ambiental e que, no final de 2002, foi enquadrada na categoria de parque pelo INEA, a fim de que a unidade de conservação fosse melhor adequada ao Sistema Nacional de Unidades de Conservação da Natureza, em cumprimento à legislação federal.
O objetivo do parque é de preservar a cobertura florestal, sendo encontradas muitas espécies exóticas convivendo com as nativas. As espécies nativas mais comuns são figueiras, embaúbas, carrapateiras, ipês-amarelos, cedros-brancos e pau-d’alhos. No interior da mata, orquídeas, jurubeba e caiapiá, esta uma espécie ameaçada de extinção. A fauna, apesar de bastante reduzida, devido à perda de cobertura vegetal, ainda apresenta importantes espécies, como cachorro-do-mato e a preá-do-mato. As aves mais encontradas na região são saí-azul, saíra-amarela, juriti-pupu, beija-flor (Amazilia fimbriata e Eupetomena macroura), urubu-caçador, gavião-carijó e tiribas, ameaçadas de extinção, dentre outras.
O Parque serve como ótimo lugar para passar o fim de semana com a família, praticar alpinismo e manter o contato com a natureza. Com cerca de 55 hectares, o parque faz parte da Floresta da Tijuca e sua área separa o Grajaú da Baixada de Jacarepaguá.

## Religião
É um bairro predominantemente católico e possui a Igreja Matriz de Nossa Senhora do Perpétuo Socorro e a Capela de Nossa Senhora da Imaculada Conceição. Em 1918, o construtor italiano Francisco Tricarico, que havia se instalado no bairro, sendo fiel a uma promessa que fizera na Itália, quando estudante, construiu a capela de Nossa Senhora da Imaculada Conceição no quintal da casa, a qual tornou-se o centro da vida comunitária nos anos 1920. Ainda assim, possui várias outras igrejas em suas ruas: um templo da Igreja Universal do Reino de Deus, uma igreja batista, uma presbiteriana, uma messiânica, uma sociedade budista e alguns centros espíritas. 